# アンドレイ・アルシャヴィン
アンドレイ・セルゲイェヴィッチ・アルシャヴィン（Андрей Сергеевич Аршавин、1981年5月29日 - ）は、ソビエト連邦・レニングラード出身の元サッカー選手。元ロシア代表。ポジションはFW、MF。

## 経歴
労働者階級の家庭で生まれた。父親のセルゲイはアマチュアのサッカー選手だった。10歳の時に両親が離婚すると、母親のタチアナのもとで暮らし、狭苦しいアパートの床で眠らなければならない生活を余儀なくされていた。父親のセルゲイは心不全のため40歳で亡くなっている。

## クラブ

### ゼニト・サンクトペテルブルク

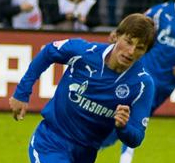
ゼニトでプレーするアルシャヴィン

サッカーを始めたのは7歳の時。シメナフットボールスクールを経て、ゼニトユースにて育成される。ゼニトセカンドチームで多くの経験を積んだ後、2000-01シーズンのUEFAインタートトカップのブラッドフォード戦（2000年8月2日）でトップチームデビューを果たす。
2001-02シーズンよりレギュラーとしての地位を確立。同年代であるケルジャコフとのコンビでチームを牽引し、2002-03シーズンにはロシアリーグカップを制した。
2005-06シーズンにはUEFAカップベスト8進出に貢献する。2006-07シーズンには13アシスト7得点でリーグ最優秀選手賞を獲得すると、2007-08シーズンには11アシスト10得点を記録、チームも1984年以来のリーグ優勝を達成した。同シーズンのUEFAカップでは準決勝でドイツのバイエルン・ミュンヘンに圧勝し、勢いに乗ったまま迎えた決勝でもレンジャーズを破り、ゼニト初優勝の立役者となった。
2008年8月の行われたUEFAスーパーカップでも欧州王者のマンチェスター・ユナイテッドを破りクラブ初の栄冠を手にする。後述のEURO2008を境に、欧州リーグの多くの強豪クラブが彼の獲得に動き出していたが、多額の移籍金などにより夏の移籍は叶わなかった。2009年2月、かねてよりアルシャヴィンへ興味を示していたプレミアリーグのアーセナルFCへの移籍をした（移籍金は未公表）。

### アーセナル

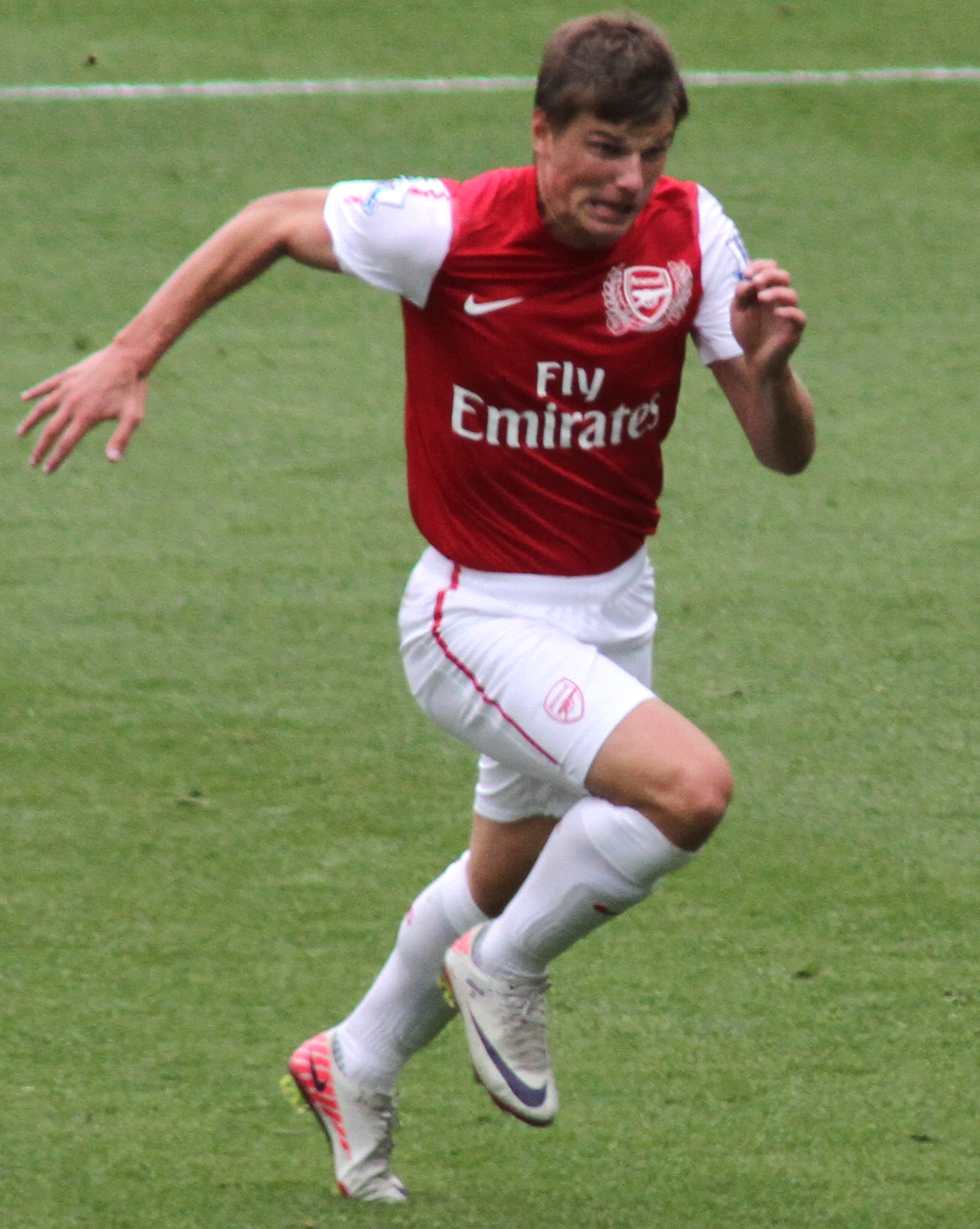
アーセナルでプレーするアルシャヴィン

2009年2月22日のサンダーランド戦でプレミアリーグデビューを果たす。強烈なシュートを放ち鋭いクロスを上げるなど、デビュー戦からその実力の片鱗を示した。3月14日のブラックバーン戦では左サイドの角度のない位置から目の覚めるようなゴールを叩き込みアーセナル移籍後初ゴールを記録する。ここから更にシーズン終盤へ向けて調子を上げ、4月21日のリヴァプール戦で自身初となる1試合4得点を達成する。シーズン後半だけの出場、またプレミアリーグ初挑戦ながら公式戦15試合で6得点9アシストという驚異的な数字を残した。
2010-11シーズンでは、リーグでは6得点、アシスト数ではセスク・ファブレガスに次ぐ11を記録した。
次第に出場機会が失われ、2012年2月、古巣のゼニトにシーズン終了までレンタル移籍が決定。
2013年6月5日、デニウソン、セバスティアン・スキラシと共にアーセナルを退団することが発表された。

### ゼニト・サンクトペテルブルク復帰
2013年6月27日、古巣のゼニトへの復帰が決定した。

### クバン・クラスノダール
2015年7月13日、FCクバン・クラスノダールに移籍した。

### カイラト
2016年3月18日、カザフスタン・プレミアリーグのFCカイラトに移籍した。
37歳となった2018年シーズンを以て、現役を引退した。

## 現在
2020年8月、ゼニト・サンクトペテルブルクの育成部長に就任。

## 代表

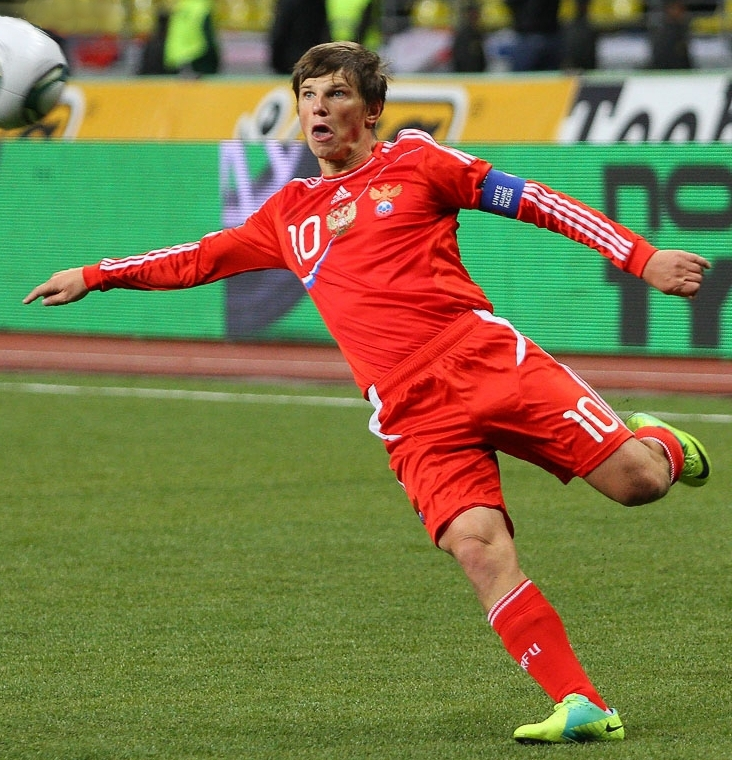
2011年にロシア代表でプレーするアルシャヴィン

2002 FIFAワールドカップを目前にした時期に、イゴール・セムショフ、デニス・ラクチオノフとともにロシア代表に初招集された。2002年5月17日のベラルーシ戦で国際Aマッチ初キャップを記録したが、ワールドカップのメンバーには選ばれなかった。FW最後の枠はケルジャコフが選ばれている。代表初ゴールは、2003年2月13日のルーマニア戦（キプロス4か国トーナメント）。
EURO2008予選までは、キャプテンを務めていた。予選最終戦のアンドラ戦で、暴行により退場処分となり、2試合（EURO2008のグループリーグの最初の2試合）の出場停止処分を科され、ヒディンク監督からキャプテンの座を剥奪された（次期キャプテンは、セルゲイ・セマク）。
しかし、EURO2008グループリーグの第3節スウェーデン戦から復帰すると活躍を見せ、オランダ戦では幾度となく敵陣に侵入し、オランダのDF陣を翻弄した。さらに1-1で迎えた延長戦、ペナルティエリア内で緩急をつけたドリブルを披露。一瞬で相手DFを置き去りにすると、タッチラインギリギリからGKファン・デル・サールの頭上を越す高精度のクロスボールを蹴り、ドミトリ・トルビンスキの得点をアシスト。さらに、運動量の落ち始めていたオランダの隙をつき、相手ゴール付近でのスローインを、トラップせずに素早く反転してシュート。試合を決定づける3点目のゴールを決めた。そのプレースタイルから「新皇帝の誕生」と称えられた。
2009年6月のフィンランド戦からキャプテンに復帰している。

## 人物
- 既婚者（正確には籍は入れておらず事実婚である。2009年4月現在）であり、夫人との間に息子を授かっており、2008年4月には娘が誕生した。
- スペイン、FCバルセロナのファンであり、ゼニト在籍時にバルセロナへの移籍願望をメディアに対し語ったこともある（但し、2008-09シーズン時点では、「今の段階でバルサに行っても（前年アーセナルからバルセロナへ移籍し出場機会が減ってしまった）アレクサンドル・フレブのようにポジションは無いだろう」と語っている）。
- 子供時代に女性が運転する自動車にひかれる交通事故に遭い、10メートルほど空中に吹き飛ばされたが、奇跡的にかすり傷だけで済んだ[6]。この経験から「僕に権限があれば、間違いなくすべての女性ドライバーから自動車運転免許を取り上げるだろう」と発言している[6]。
- 愛車はベンツのGLクラス[6]。
- ヘアカットのたびにサンクトペテルブルクからロンドンに専属美容師を呼び寄せている[7]。
- リヴァプールFC戦後アルシャヴィンは（アウェーで4得点と大活躍したにもかかわらず）「まだ自分の実力を出し切れてはいない」と話した。また、EURO2008でのパフォーマンスについて「あの程度ならいつでもできる」とインタビューで語ったこともある。
- ゴールを決めた際には、口に人差し指を当てるパフォーマンスを見せる。また、試合中に舌を出すこともある。理由のひとつとしては“マイケル・ジョーダン”である。舌を出すくせはジョーダンの真似ではないと語ったものの、ジョーダンのプレーが大好きであり、彼との共通点も喜んでいた[8]。
- 上記のM.ジョーダンの影響によりNBAのシカゴ・ブルズのファンである。

## 個人成績
| クラブ                         | シーズン | リーグ | リーグ | リーグ   | カップ | カップ | カップ   | 欧州カップ戦 | 欧州カップ戦 | 欧州カップ戦 | 合計 | 合計 | 合計     |
| クラブ                         | シーズン | 試合   | 得点   | アシスト | 試合   | 得点   | アシスト | 試合         | 得点         | アシスト     | 試合 | 得点 | アシスト |
| ------------------------------ | -------- | ------ | ------ | -------- | ------ | ------ | -------- | ------------ | ------------ | ------------ | ---- | ---- | -------- |
| FCゼニト・サンクトペテルブルク | 2000     | 10     | 0      | 1        | 1      | 0      | 0        | 3            | 0            | 0            | 14   | 0    | 1        |
| FCゼニト・サンクトペテルブルク | 2001     | 29     | 4      | 8        | 5      | 1      | 2        | 0            | 0            | 0            | 34   | 5    | 10       |
| FCゼニト・サンクトペテルブルク | 2002     | 30     | 4      | 7        | 3      | 0      | 2        | 4            | 2            | 5            | 37   | 6    | 16       |
| FCゼニト・サンクトペテルブルク | 2003     | 27     | 5      | 10       | 3      | 0      | 2        | 0            | 0            | 0            | 30   | 5    | 10       |
| FCゼニト・サンクトペテルブルク | 2004     | 28     | 6      | 8        | 4      | 2      | 1        | 8            | 4            | 1            | 40   | 12   | 10       |
| FCゼニト・サンクトペテルブルク | 2005     | 29     | 9      | 9        | 3      | 0      | 0        | 13           | 5            | 3            | 45   | 14   | 12       |
| FCゼニト・サンクトペテルブルク | 2006     | 28     | 7      | 13       | 4      | 0      | 1        | 0            | 0            | 0            | 32   | 7    | 14       |
| FCゼニト・サンクトペテルブルク | 2007     | 30     | 10     | 13       | 2      | 1      | 4        | 14           | 4            | 10           | 46   | 15   | 27       |
| FCゼニト・サンクトペテルブルク | 2008     | 27     | 6      | 8        | 1      | 1      | 0        | 6            | 0            | 1            | 34   | 7    | 9        |
| FCゼニト・サンクトペテルブルク | Total    | 238    | 51     | 77       | 26     | 5      | 13       | 46           | 15           | 20           | 312  | 71   | 109      |
| アーセナルFC                   | 2008-09  | 12     | 6      | 7        | 3      | 0      | 2        | 0            | 0            | 0            | 15   | 6    | 9        |
| アーセナルFC                   | 2009-10  | 30     | 10     | 2        | 1      | 0      | 0        | 8            | 2            | 7            | 39   | 12   | 9        |
| アーセナルFC                   | 2010-11  | 22     | 4      | 9        | 5      | 1      | 3        | 4            | 2            | 2            | 31   | 7    | 14       |
| アーセナルFC                   | Total    | 64     | 20     | 18       | 9      | 1      | 7        | 12           | 4            | 7            | 85   | 25   | 30       |
| 通算                           | Total    | 300    | 72     | 95       | 35     | 8      | 18       | 55           | 19           | 25           | 391  | 98   | 138      |

### 代表での得点
| #   | 開催年月日     | 開催地                   | 対戦国           | 勝敗  | 試合概要                                |
| --- | -------------- | ------------------------ | ---------------- | ----- | --------------------------------------- |
| 1.  | 2003年2月13日  | リマソール               | ルーマニア       | ○ 4-2 | キプロス4か国トーナメント               |
| 2.  | 2004年10月9日  | ルクセンブルク市         | ルクセンブルク   | ○ 4-0 | 2006 FIFAワールドカップ・ヨーロッパ予選 |
| 3.  | 2004年10月13日 | リスボン                 | ポルトガル       | ● 1-7 | 2006 FIFAワールドカップ・ヨーロッパ予選 |
| 4.  | 2005年3月30日  | タリン                   | エストニア       | △ 1-1 | 2006 FIFAワールドカップ・ヨーロッパ予選 |
| 5.  | 2005年6月4日   | サンクトペテルブルク     | ラトビア         | ○ 2-0 | 2006 FIFAワールドカップ・ヨーロッパ予選 |
| 6.  | 2005年6月8日   | メンヒェングラートバッハ | ドイツ           | △ 2-2 | 親善試合                                |
| 7.  | 2005年8月17日  | リガ                     | ラトビア         | △ 1-1 | 2006 FIFAワールドカップ・ヨーロッパ予選 |
| 8.  | 2006年10月7日  | モスクワ                 | イスラエル       | △ 1-1 | EURO2008予選                            |
| 9.  | 2006年11月15日 | スコピエ                 | 北マケドニア     | ○ 2-0 | EURO2008予選                            |
| 10. | 2007年9月8日   | モスクワ                 | 北マケドニア     | ○ 3-0 | EURO2008予選                            |
| 11. | 2008年6月4日   | ブルクハウゼン           | リトアニア       | ○ 4-1 | 親善試合                                |
| 12. | 2008年6月18日  | インスブルック           | スウェーデン     | ○ 2-0 | EURO2008                                |
| 13. | 2008年6月21日  | バーゼル                 | オランダ         | ○ 3-1 | EURO2008                                |
| 14. | 2008年10月11日 | ドルトムント             | ドイツ           | ● 1-2 | 2010 FIFAワールドカップ・ヨーロッパ予選 |
| 15. | 2008年10月15日 | モスクワ                 | フィンランド     | ○ 3-0 | 2010 FIFAワールドカップ・ヨーロッパ予選 |
| 16. | 2009年10月14日 | バクー                   | アゼルバイジャン | △ 1-1 | 2010 FIFAワールドカップ・ヨーロッパ予選 |
| 17. | 2012年2月29日  | コペンハーゲン           | デンマーク       | ○ 2-0 | 親善試合                                |

## 獲得タイトル

### クラブ
- FCゼニト・サンクトペテルブルク
  - ロシア・プレミアリーグカップ: 1 (2003)
  - ロシアサッカー・プレミアリーグ：1 (2007)
  - ロシア・スーパーカップ：1 (2008)
  - UEFAカップ: 1 (2007-08)
  - UEFAスーパーカップ: 1 (2008)

### 個人タイトル
- ロシア年間最優秀サッカー選手賞: 1 (2006)